# TaxiWars
TaxiWars is een Belgische jazzband die in 2014 werd opgericht door Tom Barman en Robin Verheyen. In 2015 verscheen het debuutalbum TaxiWars.
TaxiWars trad onder meer op tijdens Jazz Middelheim en het Gent Jazz Festival. In Nederland stonden ze o.a. op het North Sea Jazz 2016.

## Discografie
| Album met hitnotering(en) in de Vlaamse Ultratop 200 albums | Datum van verschijnen | Datum van binnenkomst | Hoogste positie | Aantal weken | Opmerkingen |
| ----------------------------------------------------------- | --------------------- | --------------------- | --------------- | ------------ | ----------- |
| TaxiWars (Universal)                                        | 2015                  | 09-05-2015            | 10              | 18           |             |

In 2016 verscheen het album Fever.
Hun derde album Artificial Horizon kwam uit in 2019.